# OMGPop
OMGPop是一个现已倒闭的游戏工作室，于2013年7月被Zynga收购，游戏形式为“在线”、“多人”，以Adobe Flash为基本框架。

## 历史
OMGPop在纽约苏荷区成立。成立之初，OMGPop的资金主要来自Y Combinator，此后OMPop开始逐渐壮大起来。2009年，OMGPop的官网omgpop.com被《时代周刊》列为50个最佳的网站之一。
2012年3月21日，Zynga宣布收购OMGPOP为，价格为1.8亿美元。Zynga表示：“为消费者提供好玩、免费游戏是我们的使命。我们坚信，OMGPOP将帮助我们实现我们的承诺。”
2013年6月3日，Zynga的首席执行官马克·平卡斯在官方博客宣布，Zynga将重组公司、削减财政，18％的员工将会被解雇，许多OMGPOP的老员工因此被解雇，此后OMGPop便关闭了。但是OMGPop的官网omgpop.com却依旧保持活跃。但2013年7月时Zynga发表了一份声明，宣布官网将于2013年9月30日关闭，Cupcake Corner、Gem Rush、Pool World Champ以及Snoops4款游戏也将于2013年8月29日停止运营。

## 开发的游戏
OMGPop的游戏涵盖了卡牌类、体育类等，以及导弹指挥官的特别版等。Draw My Thing是OMGPop的代表作。据2012年3月16日的一则报道显示，Draw My Thing是Facebook上最受欢迎的游戏，超过1080万名日活跃用户痴迷于此，而Zynga的Words with Friends只有860万名日活跃用户。

2012年4月4日，OMGPop报告说，你画我猜的下载量已经超过了50万次，超过60亿图纸被转载。
- 9 Ball Pool
- Aim Really Good
- Aim For The Nuts
- Balloono
- Balloono Classic
- Ballracer
- Blockles
- Booya!
- Checkers
- Coin Party
- Cupcake Corner
- Defuse
- Dinglepop
- Draw My Thing
- 你畫我猜
- Fireworks
- Fleet Fighter
- Fourplay
- Gemmers
- Hamster Battle
- HamsterJet
- 猜单词游戏
- Hit Machine
- Hover Kart Battle
- Hover Kart Racing
- Hover Kart Party
- Jigsawce
- Letterblox
- Lottery
- Omgfife
- Poll Positions Lite
- Pool
- Puppy World
- Putt My Penguin
- Quiz World
- Rock Paper Scissors
- Sky Pigs
- Solitaire
- Spin The Bottle
- Swapples
- Tonk
- Tracism
- Trivia
- Typow!
- Typow Remix
- Pets
- Unscramble